# Перкович, Натан
Натан Перкович (хорв. Nathan Perković; 15 октября 1985, Кантон, Мичиган, США) — хорватский и американский хоккеист, нападающий.

## Биография
Натан Перкович родился в городе Кантон штата Мичиган, США в хорватской семье. Первым клубом Натана был «Сидар-Рапидс Рафрайдерс». В 2004 году Перкович был задрафтован хоккейным клубом «Нью-Джерси Девилз», однако продолжил выступать в хоккейной лиге США. С 2006 по 2009 год выступал за студенческую команду университета Лейк Супериор. В 2012 году Натан подписал контракт с хоккейным клубом «Медвешчак». В сентябре 2018 года подписал однолетний контракт с клуб из лиги Восточного побережья «Флорида Эверблэйдс». 5 августа 2019 года подписал однолетний контракт с клубом «Гринвилл Суомп Рэббитс». В 2015 году хоккеист дебютировал на чемпионате мира по хоккею с шайбой в составе сборной Хорватии.

## Статистика выступлений

### Клубная карьера
| 2009–10     | Лоуэлл Девилз | АХЛ         | 68  | 19 | 14 | 33 | 81  | 2  | 0 | 1 | 1 | 0  |
| 2010–11     | Олбани Девилз | АХЛ         | 40  | 8  | 9  | 17 | 59  | —  | — | — | — | —  |
| 2011–12     | Олбани Девилз | АХЛ         | 53  | 10 | 9  | 19 | 49  | —  | — | — | — | —  |
| 2012–13     | Медвешчак     | АвХЛ        | 48  | 12 | 21 | 33 | 89  | 5  | 1 | 1 | 2 | 0  |
| 2013–14     | Медвешчак     | КХЛ         | 14  | 1  | 0  | 1  | 6   | —  | — | — | — | —  |
| 2014–15     | Медвешчак     | КХЛ         | 50  | 4  | 1  | 5  | 78  | 17 | 1 | 3 | 4 | 38 |
| 2015–16     | Медвешчак     | КХЛ         | 44  | 2  | 5  | 7  | 105 | —  | — | — | — | —  |
| Всего в КХЛ | Всего в КХЛ   | Всего в КХЛ | 108 | 7  | 6  | 13 | 189 | 17 | 1 | 3 | 4 | 38 |

### Международная карьера
| Год      | Команда  | Соревнование | Результат |   | И | Г | А | О | Штр |
| -------- | -------- | ------------ | --------- | - | - | - | - | - | --- |
| 2015     | Хорватия | 1Д.ЧМ        |           | 5 | 4 | 2 | 6 | 6 |     |
| Всего ЧМ | Всего ЧМ | Всего ЧМ     | Всего ЧМ  | 5 | 4 | 2 | 6 | 6 |     |